# Fats Domino
Antoine Dominique "Fats" Domino Jr. (26. února 1928 New Orleans, Louisiana – 24. října 2017 Harvey, Louisiana) byl americký R&B, rock and rollový pianista a zpěvák. Podle jeho písně "The Big Beat" je pojmenovaný československý hudební žánr Bigbít. V roce 1986 byl uveden do Rock and Roll Hall of Fame. V říjnu 2007 byl uveden do Louisiana Music Hall of Fame.